# Didymochlaena truncatula
Didymochlaena truncatula là một loài thực vật có mạch trong họ Dryopteridaceae. Loài này được (Sw.) J. Sm. miêu tả khoa học đầu tiên năm 1841-1842.

## Hình ảnh

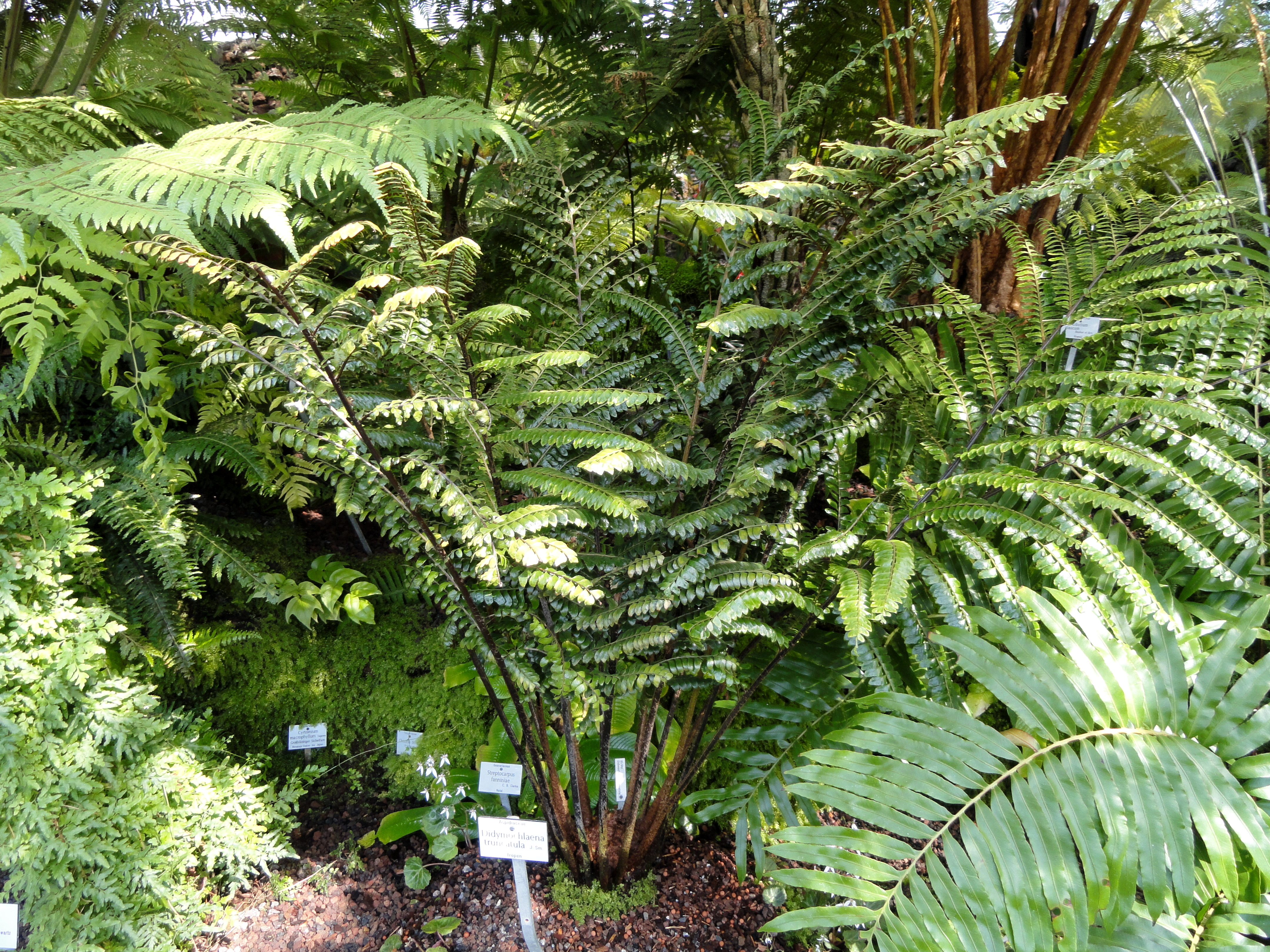
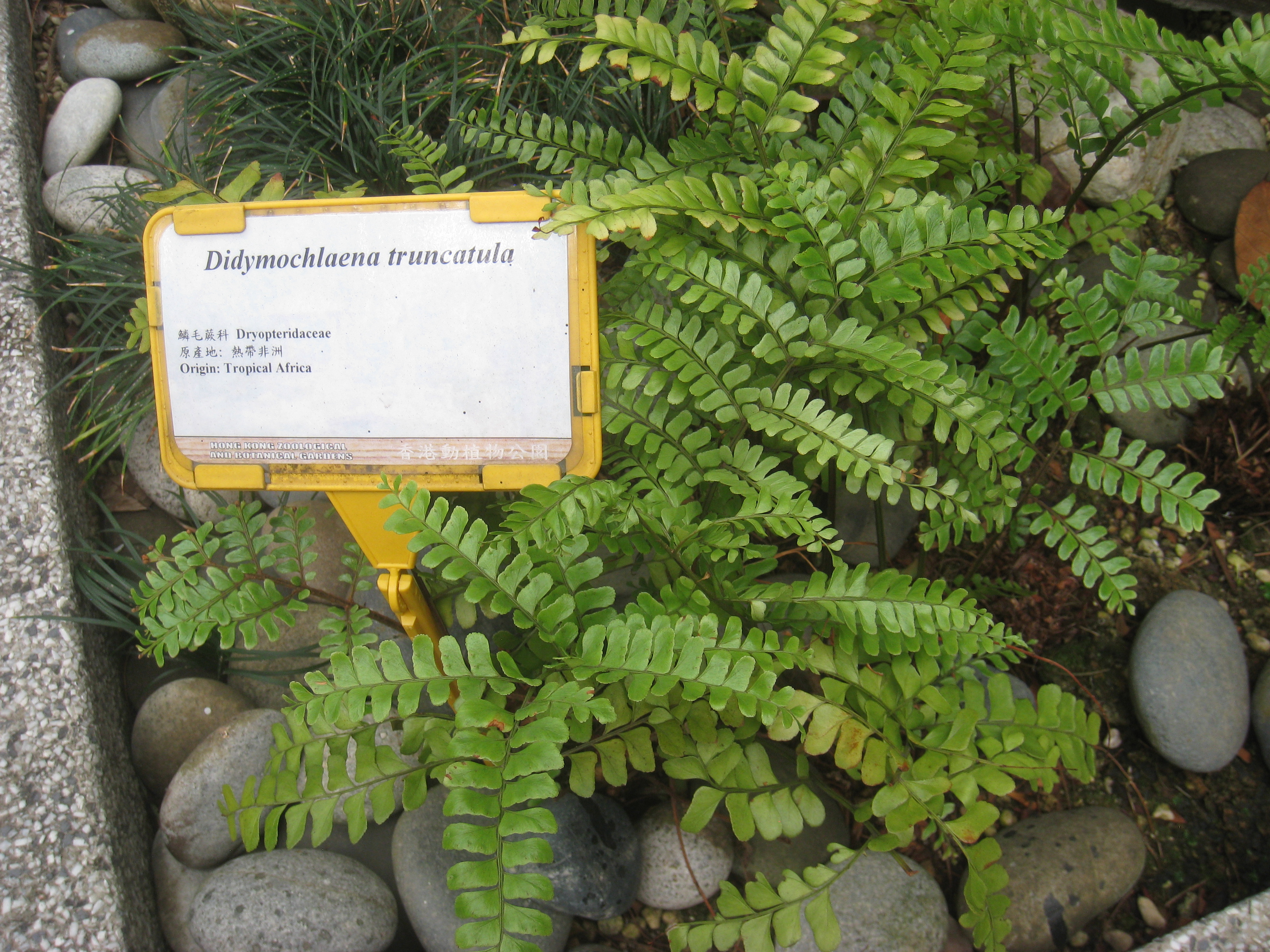
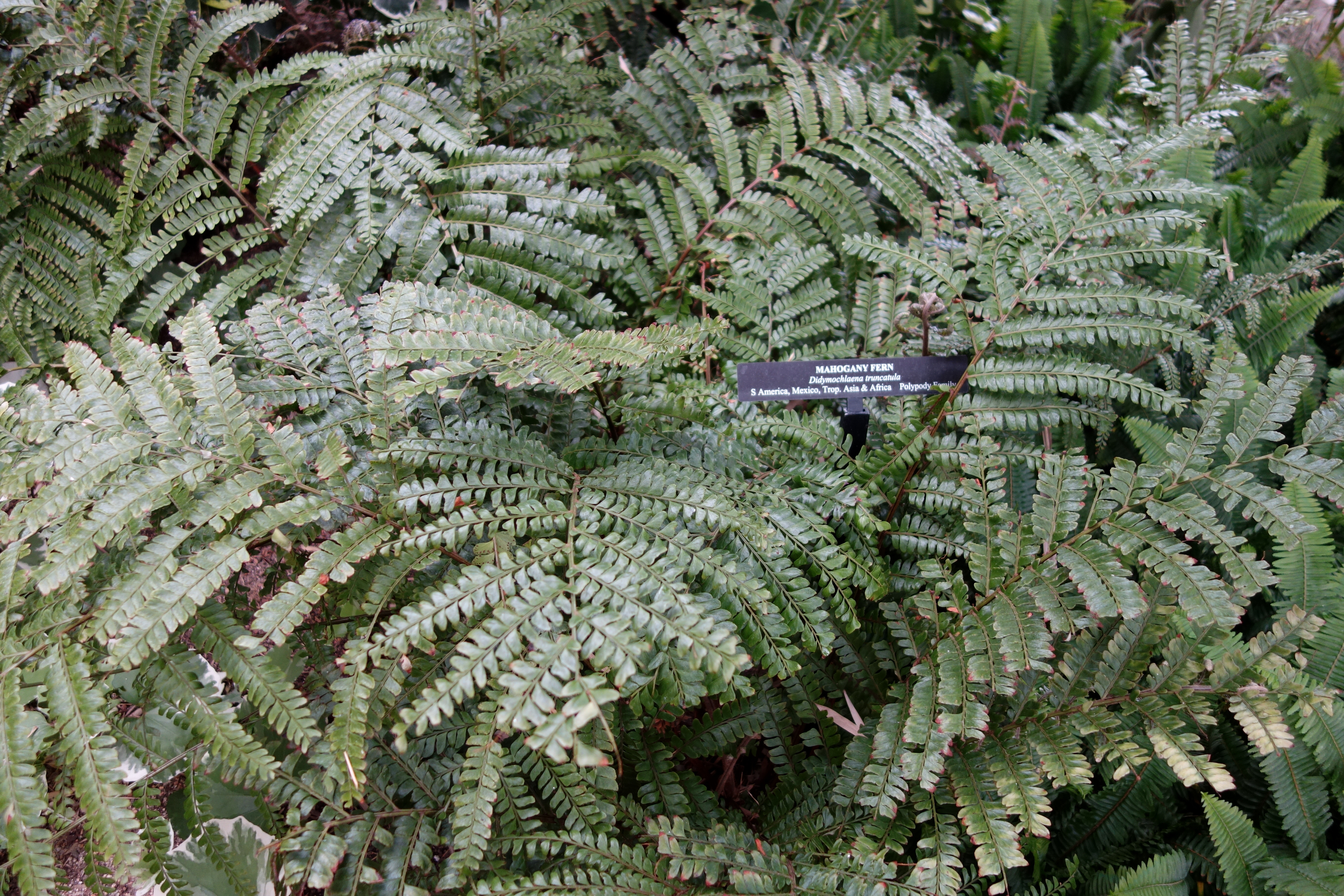
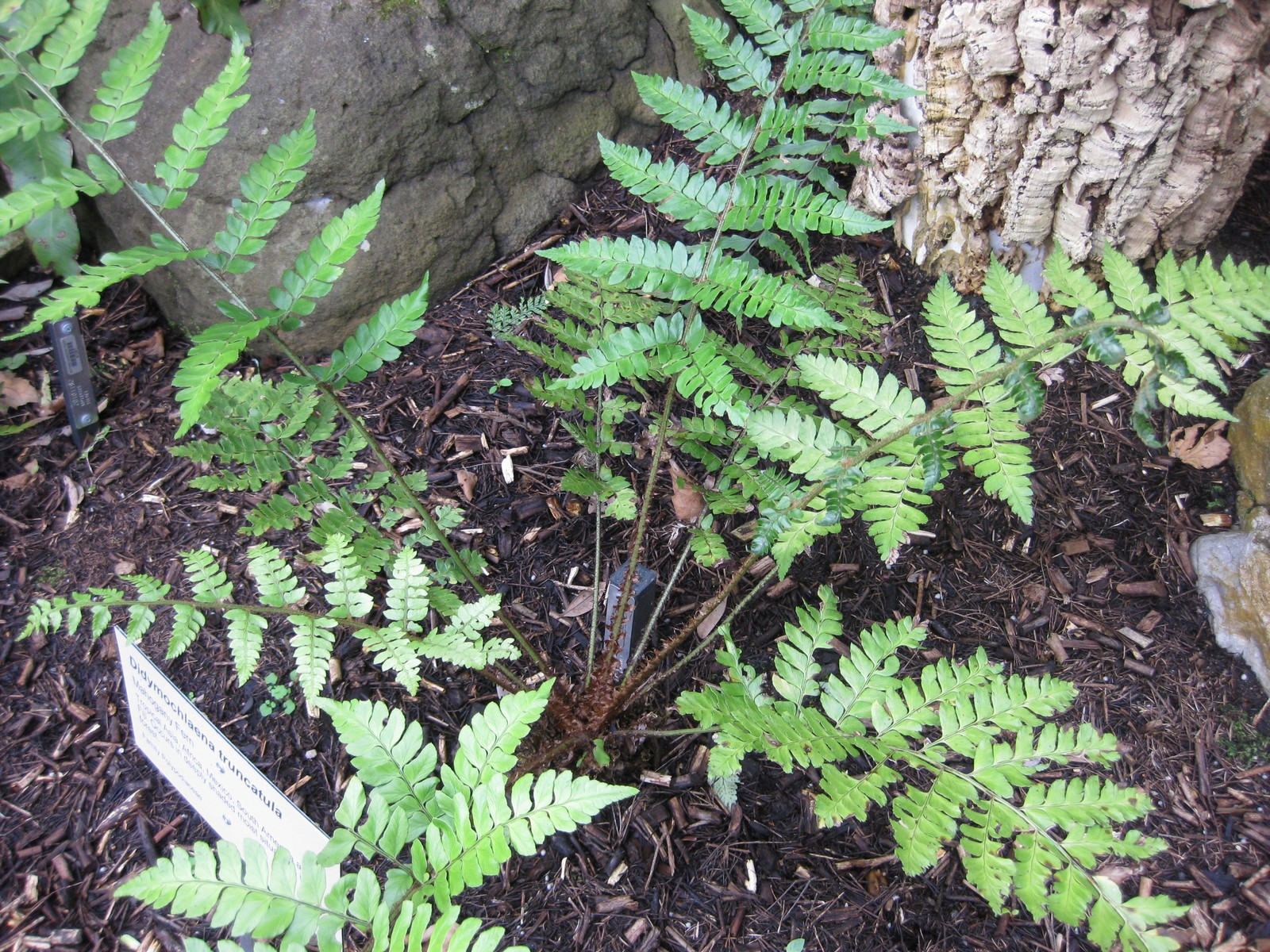